# 2401 Aehlita
A 2401 Aehlita (ideiglenes jelöléssel 1975 VM2) a Naprendszer kisbolygóövében található aszteroida. Tamara Mihajlovna Szmirnova fedezte fel 1975. november 2-án.